# Championnats d'Afrique de boxe amateur 2007
Navigation
Édition précédente Édition suivante
La 14e édition des championnats d'Afrique de boxe amateur s'est déroulée à Antananarivo, Madagascar, du 21 au 27 mai 2007.

## Résultats

### Podiums
| Catégories                  | Or                          | Argent               | Bronze                                   |
| Poids mi-mouches (-48 kg)   | Manyo Plange                | Lalaina Rabenarivo   | Hamoud Boubraouet Simanga Shiba          |
| Poids mouches (-51 kg)      | Walid Cherif                | Abderahim Mechenouai | Evans Chungu Romeo Lemboumba             |
| Poids coqs (-54 kg)         | Bruno Julie                 | Abdelhalim Ouradi    | Attanus Mugerwa Mohammad Abdelrahim      |
| Poids plumes (-57 kg)       | Abdelkader Chadi            | Frederick Lawson     | Remi Mba Nguema Mehdi Ouatine            |
| Poids légers (-60 kg)       | Hamza Kramou                | Ibrahim Issouf Kinda | Dyani Thanduxolo Richarno Colin          |
| Poids super-légers (-64 kg) | Hastings Bwalya             | Moussa Zakou         | Idriss Moussaid Jean de Dieu Soloniaina  |
| Poids welters (-69 kg)      | Samir Bastie                | Abdin Bakr Hossan    | Augustin Rakotonandrasana Choayb Oussaci |
| Poids moyens (-75 kg)       | Mohamed Hikal               | Herry Saliku Biembe  | Mohamed Amor Jouini Nabil Kassel         |
| Poids mi-lourds (-81 kg)    | Ramadan Yasser Abdelghaffar | Ahmed Saraku         | Mabika Taylor Keolopile Gabaikanngwe     |
| Poids lourds (-91 kg)       | Abdelaziz Touilbini         |                      |                                          |
| Poids super-lourds (+91 kg) | Newfel Ouatah               | Lamarana Conde       |                                          |

### Tableau des médailles
| Place | Pays              | Médaille d'or, Afrique | Médaille d'argent, Afrique | Médaille de bronze, Afrique | Total |
| ----- | ----------------- | ---------------------- | -------------------------- | --------------------------- | ----- |
| 1     | Algérie           | 4                      | 2                          | 3                           | 9     |
| 2     | Ghana             | 2                      | 2                          | 0                           | 4     |
| 3     | Égypte            | 2                      | 1                          | 1                           | 4     |
| 4     | Maurice           | 1                      | 0                          | 1                           | 2     |
| 4     | Tunisie           | 1                      | 0                          | 1                           | 2     |
| 4     | Zambie            | 1                      | 0                          | 1                           | 2     |
| 7     | Madagascar        | 0                      | 1                          | 2                           | 3     |
| 8     | Guinée            | 0                      | 1                          | 0                           | 1     |
| 8     | Zaïre             | 0                      | 1                          | 0                           | 1     |
| 8     | Niger             | 0                      | 1                          | 0                           | 1     |
| 8     | Burkina Faso      | 0                      | 1                          | 0                           | 1     |
| 12    | Gabon             | 0                      | 0                          | 3                           | 3     |
| 13    | Ouganda           | 0                      | 0                          | 2                           | 2     |
| 13    | Maroc             | 0                      | 0                          | 2                           | 2     |
| 15    | Soudan            | 0                      | 0                          | 1                           | 1     |
| 15    | Botswana          | 0                      | 0                          | 1                           | 1     |
| Total | 16 pays médaillés | 11                     | 10                         | 18                          | 39    |